# András Petruska
András Petruska (ur. 19 marca 1986 roku w Budapeszcie) – węgierski piosenkarz.

## Kariera
András Petruska zaczął naukę gry na gitarze w wieku dziewięciu lat. Swoją karierę muzyczną zaczął w 2010 roku, kiedy to zdobył nagrodę na festiwalu muzyków ulicznych organizowanym w Veszprémie.
Pod koniec marca 2014 roku ukazał się jego debiutancki album studyjny zatytułowany Metropolita, który promowany był m.in. przez singiel „Szent gellért tér”. Teledysk do piosenki był nominowany do nagrody podczas 1. gali Hungarian Music Video Awards w kategorii Najlepsza reżyseria.
W maju 2015 roku wydał swój nowy singiel „Nyár (most vidám igazán)”, który zwiastuje jego drugą płytę studyjną zatytułowaną Kapunyitó. W tym samym roku zdobył nominację do nagrody Artisjus Junior Prize za swoje zasługi kompozytorskie. Od stycznia 2016 roku bierze udział w węgierskich eliminacjach eurowizyjnych A Dal, do których zgłosił się z utworem „Trouble in My Mind”. Najpierw przeszedł przez rundę ćwierćfinałową i awansował do półfinału, z którego ostatecznie zakwalifikował się do koncertu finałowego.

## Dyskografia

### Albumy studyjne
- Metropolita (2014)